# Incidente del Boeing 707 di Prestige Airlines del 2002
Il 4 luglio 2002, un Boeing 707-123B della Prestige Airlines si è schiantato durante un tentativo di atterraggio d'emergenza all'aeroporto di Bangui. 28 persone a bordo perdono la vita, mentre solo due sono sopravvissute. Il volo era diretto a Brazzaville, ma l'equipaggio aveva deciso di dirottare su Bangui quando il carrello d'atterraggio non si è ritirato.

## Contesto
I passeggeri a bordo erano 17 ciadiani. Il Boeing 707 apparteneva alla compagnia aerea New Gomair, di proprietà di un imprenditore locale, ma era stato noleggiato dalla Prestige Airlines al momento dell'incidente.

## L'incidente
Nell'avvicinamento finale a Bangui, l'aereo era sceso fino a toccare terra. L'incidente è avvenuto con tempo sereno alle 11:15 ora locale nei pressi di Guitangola, a due miglia dalla pista dell'aeroporto di Bangui. Il Boeing esplode all'atterraggio, spargendo detriti e, secondo quanto riferito, causando il crollo del tetto di una casa vuota.
I due sopravvissuti erano l'ingegnere di volo Laurent Tabako e una donna del Ciad, entrambi ricoverati in ospedale. Secondo Tabako, i motori si sono fermati prima dell'atterraggio e l'equipaggio potrebbe aver scaricato troppo carburante prima di un atterraggio d'emergenza. I testimoni avrebbero riferito di non aver sentito il solito rumore dei motori durante l'incidente e di non aver visto fiamme quando l'aereo si è distrutto. Il registratore dei dati di volo e il registratore di suoni dell'aereo sono stati recuperati e il governo della Repubblica Centrafricana ha avviato un'indagine.